# Estación de Fleurville-Pont-de-Vaux
La estación de Fleurville es una estación ferroviaria francesa de la línea París-Marsella, situada en la comuna de Fleurville, en el departamento de Saona y Loira, en la región de Borgoña. Por ella transitan únicamente trenes regionales.

## Situación ferroviaria
La estación se encuentra en la línea férrea París-Marsella (PK 422,236). 

## Descripción
La estación se compone de dos andenes laterales y de dos vías. 

## Servicios ferroviarios

### Regionales
Los TER Borgoña enlazan recorren los siguientes trazados:
- Línea Dijon-Lyon.